# Groupama
Groupama afledt af Groupe des Assurances Mutuelles Agricoles er et fransk gensidigt forsikringsselskab. Deres hovedkvarter er i Paris, og de har en årsomsætning på 16 mia. euro. De driver virksomhed i 10 lande (Frankrig, Italien, Ungarn, Rumænien, Grækenland, Bulgarien, Slovakiet, Tyrkiet, Tunesien og Kina).
Virksomheden blev etableret i 1986 ved en fusion mellem AMA Samda, SORAVIE og SOREMA.
Groupama er hovedsponsor for cykelholdet Groupama-FDJ.